# 197
197 (CXCVII na numeração romana) foi um ano comum do século II do Calendário Juliano, da Era de Cristo, teve início a um sábado  e terminou também a um sábado, a sua letra dominical foi B (52 semanas)
| Ano completo                   |
| ------------------------------ |
| Ano comum com início ao sábado |

## Eventos
- 244a olimpíada; Isidoro [Artemidoro] de Alexandria, vencedor do estádio pela segunda vez.[1]
- é criada neste ano a Primeira divisão administrativa romana da Península Ibérica: Hispania Ulterior e Citerior.